# Gianni Ratto
Gianni Ratto (Milão, 27 de agosto de 1916 — São Paulo, 30 de dezembro de 2005) foi um diretor, cenógrafo, iluminador, figurista, escritor e ator italiano. Veio ao Brasil em 1954, a convite de Maria Della Costa para dirigir um espetáculo e aqui ficou.

## Biografia
Em mais de cinquenta anos de carreira teatral, Ratto exerceu funções de diretor, cenógrafo, figurinista e iluminador. A seguir alguns dos espetáculos em que atuou como diretor.
Fundou, no ano de 1946, ao lado de Paolo Grassi e Giorgio Strehler, o Piccolo Teatro de Milão. Foi sua fama de cenógrafo que lhe garantiu um contrato com o Teatro alla Scala de Milão, no cargo de vice-diretor técnico. Foi lá que teve a oportunidade de dirigir a diva da ópera Maria Callas.
Chegou ao Brasil no ano de 1954 a convite da atriz Maria Della Costa e seu marido Sandro Polônio. A intenção da atriz era que o encenador a dirigisse no espetáculo de inauguração de seu teatro e sua companhia teatral: O Canto da Cotovia, de Jean Anouilh.
A chance de dirigir uma companhia brasileira o seduziu. Já no ano seguinte (1955) dirigia uma obra brasileira: A Moratória, de Jorge Andrade. Atitude que ia na contramão da cena teatral da época, dominada pelo Teatro Brasileiro de Comédia, que contava com outros diversos encenadores italianos: Adolfo Celi, Ruggero Jacobbi, Flaminio Bolini Cerri e Luciano Salce, todos sob a proteção dos mecenas Franco Zampari e Cicillo Matarazzo.
No ano de 1959, uniu-se à companhia teatral Teatro dos Sete, formada por: Fernanda Montenegro,  Fernando Torres, Sérgio Britto, Cleide Yáconis, Paulo Autran e outros. É considerado por muitos um dos renovadores da encenação brasileira ao lado de nomes como Ziembinski, Tomás Santa Rosa, Ruggero Jacobbi e Adolfo Celi.
Além de seus trabalhos no teatro, dirigiu várias óperas, inclusive no Teatro Municipal do Rio de Janeiro e no Scala de Milão, onde também acumulou as funções de cenógrafo e iluminador.

## Espetáculos encenados
- 1955 Com a Pulga Atrás da Orelha, de Georges Feydeau. No elenco: Fernanda Montenegro. Foi também cenógrafo.
- 1955 A Moratória, de Jorge de Andrade. No elenco: Fernanda Montenegro.
- 1955 A Ilha dos Papagaios, de Sérgio Tófano. No elenco: Fernanda Montenegro.
- 1956 Eurídice, de Jean Anouilh. No elenco: Fernanda Montenegro. Foi também cenógrafo.
- 1959 O Mambembe, de Arthur Azevedo - No elenco: Fernanda Montenegro, Fernando Torres e outros.
- 1960 A Profissão da Sra. Warren, de George Bernard Shaw. No elenco: Fernanda Montenegro. Foi também cenógrafo.
- 1960 Cristo Proclamado, de Francisco Pereira da Silva. No elenco: Fernanda Montenegro. Foi também cenógrafo.
- 1960 Com a Pulga Atrás da Orelha, de Georges Feydeau. No elenco: Fernanda Montenegro. Foi também cenógrafo.
- 1961 Apague Meu Spotlight, de Jocy de Oliveira. No elenco: Fernanda Montenegro. Foi também cenógrafo.
- 1966 Se Correr o Bicho Pega, Se Ficar o Bicho Come[1], de Oduvaldo Vianna Filho e Ferreira Goullart para o Grupo Opinião - No elenco: Odete Lara, Fregolente, Hugo Carvana, Antônio Pitanga, Jofre Soares, Agildo Ribeiro, entre outros.
- 1975 Gota D´Água, de Chico Buarque de Hollanda e Paulo Pontes - Espetáculo musical protagonizado por Bibi Ferreira.
- 1996 Morus e Seu Carrasco, de Renato Gabrielli - No elenco: Ariel Moshe, Otávio Mendes, Ronaldo Artnic, Luiz Miranda, Graziela Moretto, Gerson Steves, Lara Córdula e Jorge Cerutti. Foi também cenógrafo e iluminador.

## Livros
- 1996 - A Mochila do Mascate, uma coletânea de escritos e fragmentos de memória. Editora Hucitec.
- 1999 - Antitratado de Cenografia – Variações Sobre o Mesmo Tema. Editora Senac.
- 2002 - Crônicas Improváveis, ficção. Editora Codex
- 2005 - Noturnos, ficção. Editora Codex

## Documentário
- 2006 A Mochila do Mascate[2], documentário dirigido por Gabriela Greeb, com roteiro da diretora juntamente com Antônia Ratto (filha de Gianni e produtora executiva) - O filme traz uma série de depoimentos (Fernanda Montenegro, Millôr Fernandes, Maria Della Costa e Dario Fo), alternados com depoimentos do próprio Ratto e trechos filmados de uma viagem que o diretor/cenógrafo fez com a filha à Itália, já nos últimos anos de vida.